# The Aging Male
The Aging Male — ежеквартальный рецензируемый медицинский журнал, освещающий все аспекты мужского здоровья в процессе старения. Это официальный журнал Международного общества изучения старения мужчин, издаваемый Taylor and Francis Group. Журнал редактируется Бруно Луненфельдом (Израиль); был основан в 1998 году.

## Индексирование
Журнал реферируется и индексируется в EMBASE/Excerpta Medica, MEDLINE, Science Citation Index и Current Contents/Clinical Medicine.
Журнал демонстрировал необычный уровень самоцитирования, а его импакт-фактор журнала 2019 года был исключён из отчётов Journal Citation Reports в 2020 году, санкция коснулась в общей сложности 34 журналов.